# Castelló de Rugat (kommunhuvudort)
Castelló de Rugat är en kommunhuvudort i Spanien.   Den ligger i provinsen Província de València och regionen Valencia, i den östra delen av landet, 300 km sydost om huvudstaden Madrid. Castelló de Rugat ligger 327 meter över havet och antalet invånare är 2 301.
Terrängen runt Castelló de Rugat är kuperad åt sydost, men åt nordväst är den platt. Runt Castelló de Rugat är det ganska tätbefolkat, med 60 invånare per kvadratkilometer. Närmaste större samhälle är Gandia, 18,3 km nordost om Castelló de Rugat. Trakten runt Castelló de Rugat består till största delen av jordbruksmark.